# Cordon (Isabela)
Cordon è una municipalità di quarta classe delle Filippine, situata nella Provincia di Isabela, nella Regione della Valle di Cagayan.
Cordon è formata da 26 baranggay:
- Aguinaldo (Rizaluna Este)
- Anonang (Balitoc)
- Calimaturod
- Camarao
- Capirpiriwan
- Caquilingan (San Luis)
- Dallao
- Gayong
- Laurel (Centro Norte)
- Magsaysay (Centro Sur Oeste)
- Malapat
- Osmena (Centro Sur Este)
- Quezon (Centro Norte Este)

- Quirino (Manasin)
- Rizaluna (Rizaluna Oeste)
- Roxas Pob. (Centro Sur)
- Sagat
- San Juan (San Juan Este)
- Taliktik
- Tanggal
- Tarinsing
- Turod Norte
- Turod Sur
- Villamiemban
- Villamarzo
- Wigan